# Richard Buhagiar
Richard Buhagiar (Nuovo Galles del Sud, 17 marzo 1972) è un ex calciatore maltese, di ruolo difensore.

## Carriera

### Nazionale
Ha collezionato cinquantacinque presenze con la propria Nazionale.